# Sublet (2020)
Sublet ist ein Filmdrama von Eytan Fox, das Teilnehmern des Tribeca Film Festivals ab 15. April 2020 online erstmals zur Verfügung gestellt wurde.

## Handlung
Michael arbeitet als Reiseschriftsteller der New York Times. Er hat sich mit seinem wohlwollend rezensierten Erstlingswerk, einer New-York-Chronik über die späten 1980er und frühen 1990er Jahre, in denen AIDS in der Stadt kursierte, wobei er auch seinen ersten Freund an die Krankheit verlor, einen Namen gemacht. 
Für seine Kolumne, in der er versucht, in nur fünf Tagen so viel wie möglich über sein Reiseziel herauszufinden, ist er nach Tel Aviv gekommen. Er hat eine Wohnung in einem angesagten Viertel angemietet. Während Michael sehr organisiert ist, ist Tomer, sein israelischer Vermieter, so chaotisch, dass er prompt das Ankunftsdatum seines Gastes verwechselt und einen Film in der versprochenen Wohnung gedreht hat. In dieser kann Michael nun nicht mehr unterkommen, und so will er sich ein Hotelzimmer suchen. Weil der junge Filmstudent ihm erklärt, dass er das Geld unbedingt braucht, bleibt Michael aber.

## Produktion

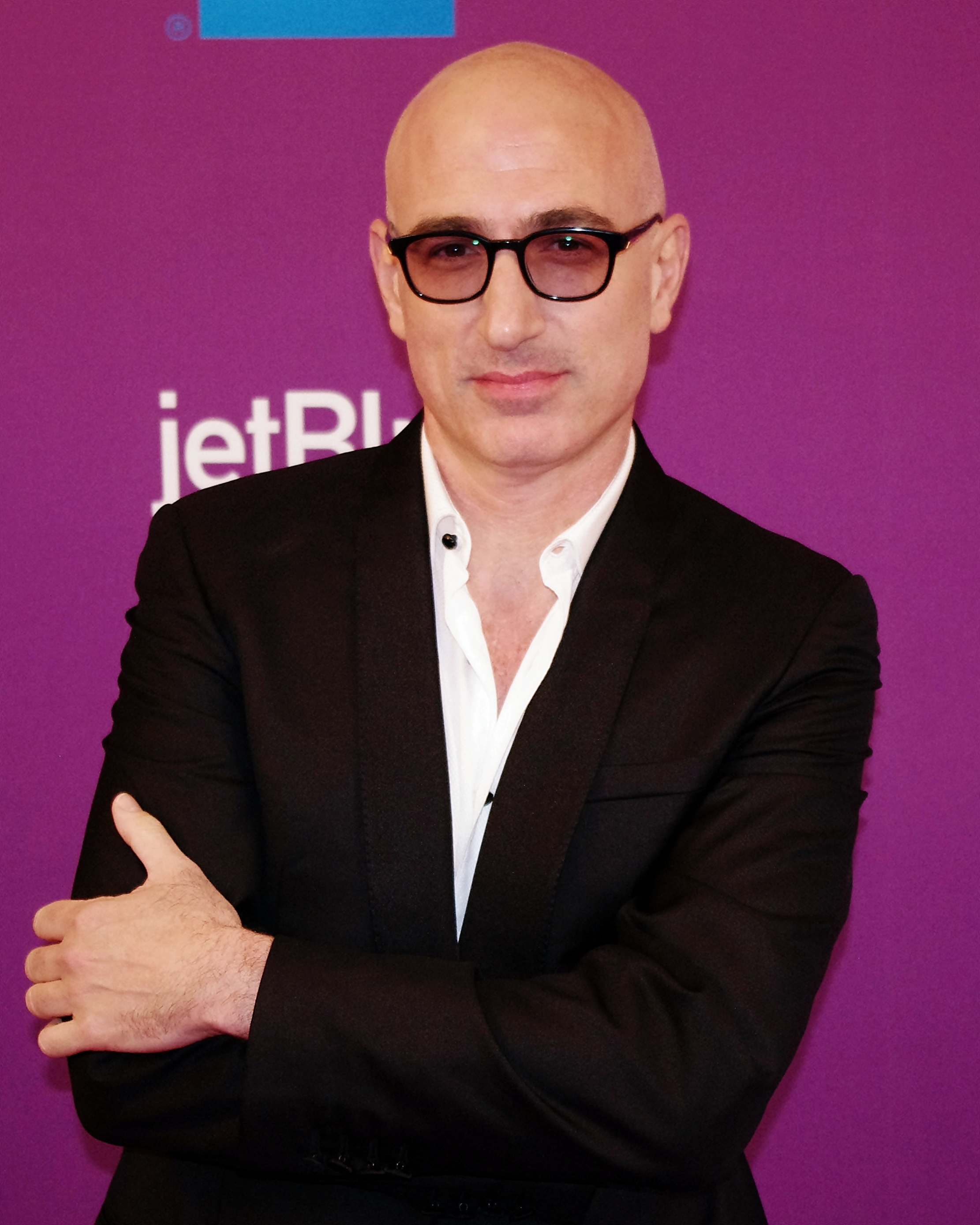
Regisseur Eytan Fox stellte beim Tribeca Film Festival 2012 bereits seinen Film Yossi vor

Regie führte der Israeli Eytan Fox, der sich mit dem Film ein weiteres Mal mit der Schnittstelle zwischen dem Leben in der LGBTIQ-Community und dem jüdischen Leben beschäftigt. Es handelt sich um seinen neunten Film als Regisseur. In dem 2002 erschienenen Yossi & Jagger zeigte Fox eine zum Scheitern verurteilte schwule Romanze zwischen zwei Soldaten. In The Bubble aus dem Jahr 2006 ging er noch einen Schritt weiter und untersuchte die "verbotene Liebe" zwischen zwei israelischen und palästinensischen Männern in Tel Aviv, während Yossi aus dem Jahr 2012 die Ernüchterung des Soldaten aus dem Film aus dem Jahr 2002 untersuchte. Fox schrieb gemeinsam mit Itay Segal auch das Drehbuch für Sublet.
Der Film ist in fünf Kapitel unterteilt, die mit Tag 1 bis Tag 5 überschrieben sind. Der erste Tag zeigt Michaels Ankunft in Tel Aviv. Am zweiten Tag frühstückt er mit Tomer auf dem Balkon. Am Abend des dritten Tages gehen sie Tanzen, am vierten Tag fahren sie gemeinsam zu Tomers Mutter.
Der US-amerikanische Film- und Theaterschauspieler übernahm die Rolle von John Benjamin Hickey, der Newcomer Niv Nissim die Rolle seines Vermieters Tomer. Miki Kam spielt Tomers Mutter Malka, Lihi Kornowsk seine Freundin Daria. Peter Spears spielt Michaels Ehemann David in New York, mit dem er per Skype in Kontakt bleibt.
Mitte April 2020 sollte der Film im Rahmen des Tribeca Film Festivals seine Premiere feiern. Einen Monat vor Beginn des Festivals wurde dieses aufgrund der Coronavirus-Pandemie abgesagt und auf unbestimmte Zeit verschoben. Dennoch wurde der Film von 15. bis 26. April 2020, dem ursprünglichen Zeitfenster des Festivals, online zur Verfügung gestellt. Um den Zeitpunkt der ersten Vorstellung herum wurde ein erster Clip veröffentlicht. Im März und April 2021 wurde er beim Oxford Film Festival gezeigt, hiernach beim Golden Horse Film Festival.

## Rezeption

### Kritiken
Der Film konnte bislang 91 Prozent aller Kritiker bei Rotten Tomatoes überzeugen.

### Auszeichnungen
Oxford Film Festival 2021
- Nominierung im LGBTQIA+ Feature Competition[13]

Tribeca Film Festival 2020
- Nominierung im International Narrative Competition[14]